# St. Michael (Herbolzheim, evangelisch)

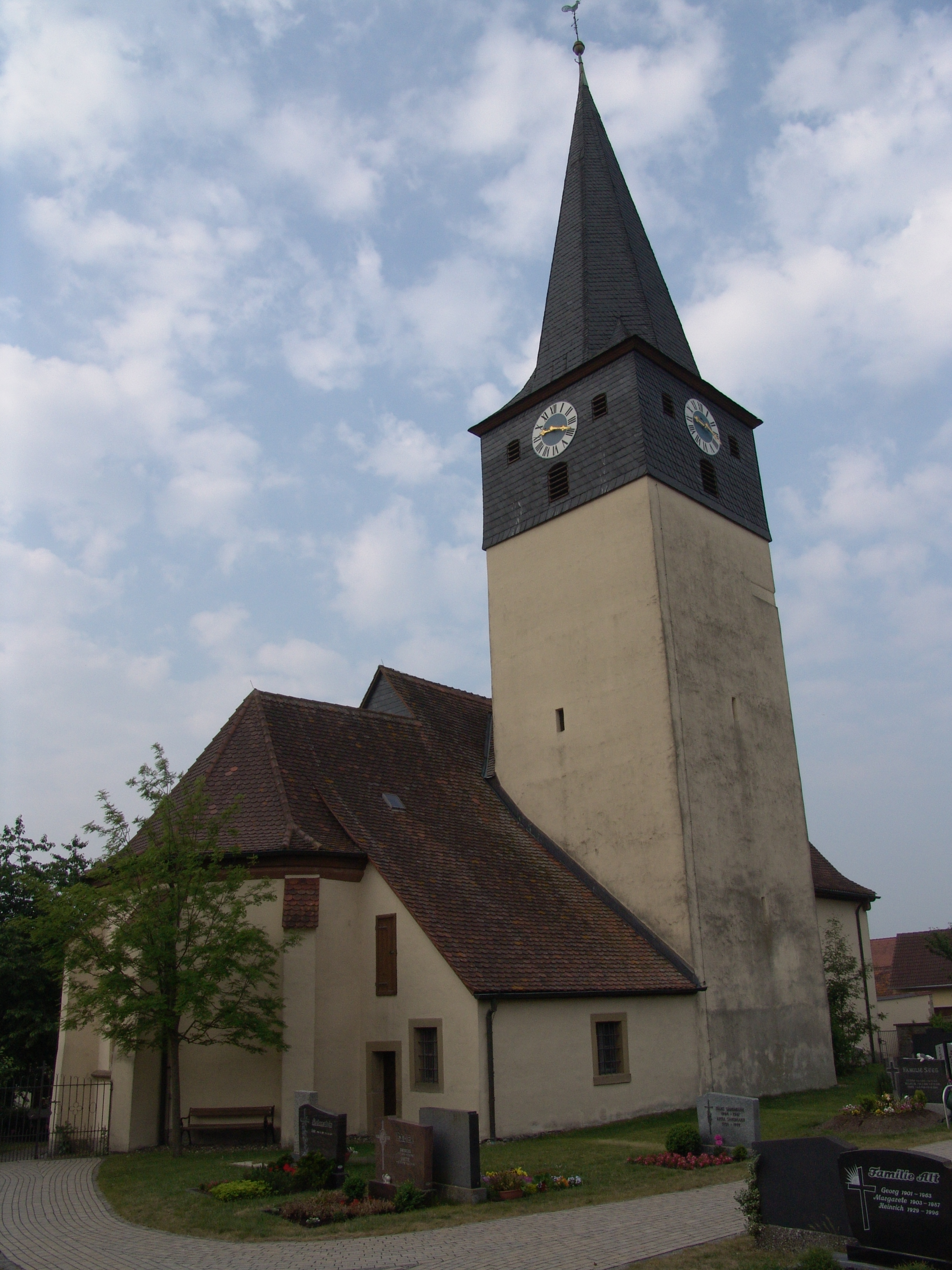
St. Michael (Herbolzheim, evangelisch)

Die evangelische, denkmalgeschützte Filialkirche St. Michael steht in Herbolzheim, einem Gemeindeteil des Marktes Nordheim im Landkreis Neustadt an der Aisch-Bad Windsheim (Mittelfranken, Bayern). Das Bauwerk ist unter der Denkmalnummer D-5-75-146-16 als Baudenkmal in der Bayerischen Denkmalliste eingetragen. Die Kirchengemeinde gehört zur Pfarrei Ulsenheim im Dekanat Uffenheim im Kirchenkreis Ansbach-Würzburg der Evangelisch-Lutherischen Kirche in Bayern. Die Kirche ist nicht zu verwechseln mit der katholischen Kirche Herbolzheims, der St.-Michaelskirche.

## Beschreibung

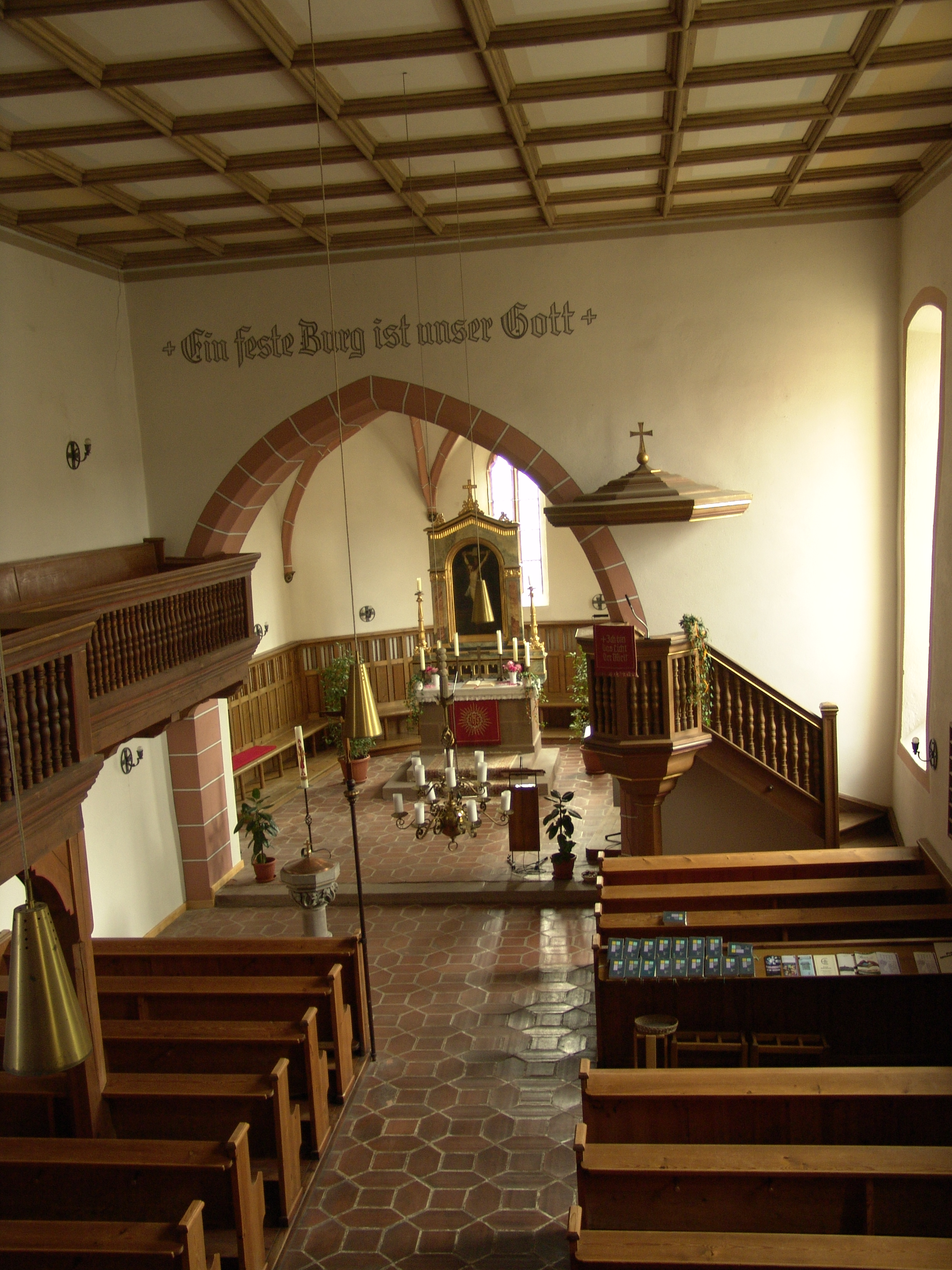
Langhaus mit Blick auf den Altar

Die Saalkirche wurde nach der Zerstörung im Zweiten Weltkrieg 1949 in den alten Mauern wiederaufgebaut. Die Wände des eingezogenen, dreiseitig geschlossenen Chors aus dem 15./16. Jahrhundert werden von Strebepfeilern gestützt. Sein Innenraum ist von einem Netzgewölbe überspannt. 
Der quadratische Kirchturm steht an der Nordseite des Langhauses. Sein oberstes Geschoss, das die Turmuhr und den Glockenstuhl beherbergt ist wie der achtseitige Knickhelm schiefergedeckt. Im Winkel von Chor und Kirchturm befindet sich die mit einem Pultdach bedeckte Sakristei.